# Mistrzostwa Świata w Narciarstwie Dowolnym 2001
Mistrzostwa świata w narciarstwie dowolnym 2001 były to ósme mistrzostwa świata w narciarstwie dowolnym. Odbyły się w kanadyjskim Whistler, w dniach 17 – 21 stycznia 2001 r. Zarówno mężczyźni jak i kobiety rywalizowali w tych samych trzech konkurencjach: jeździe po muldach, jeździe po muldach podwójnych oraz skokach akrobatycznych. Począwszy od tych mistrzostw zaprzestano rozgrywania zawodów w balecie narciarskim. Reprezentanci Polski nie startowali.

## Wyniki

### Mężczyźni

#### Jazda po muldach
- Data: 19 stycznia 2001

| Medal | Zawodnik                  | Narodowość        |
| ----- | ------------------------- | ----------------- |
|       | Mikko Ronkainen           | Finlandia         |
|       | Pierre-Alexandre Rousseau | Kanada            |
|       | Stéphane Rochon           | Kanada            |
| 4     | Richard Gay               | Francja           |
| 5     | Grégory Lecaillon         | Francja           |
| 6     | Evan Dybvig               | Stany Zjednoczone |
| 7     | Jari Savolainen           | Finlandia         |
| 8     | Toby Dawson               | Stany Zjednoczone |

#### Jazda po muldach podwójnych
- Data: 21 stycznia 2001

| Medal | Zawodnik        | Narodowość        |
| ----- | --------------- | ----------------- |
|       | Stéphane Yonnet | Francja           |
|       | Patrik Sundberg | Szwecja           |
|       | Johann Grégoire | Francja           |
| 4     | Mikko Ronkainen | Finlandia         |
| 5     | Janne Lahtela   | Finlandia         |
| 6     | Adrian Costa    | Australia         |
| 7     | Jim Schiman     | Stany Zjednoczone |
| 8     | Grischa Weber   | Niemcy            |

#### Skoki akrobatyczne
- Data: 20 stycznia 2001

| Medal | Zawodnik             | Narodowość        |
| ----- | -------------------- | ----------------- |
|       | Alaksiej Hryszyn     | Białoruś          |
|       | Dzmitryj Daszczynski | Białoruś          |
|       | Joe Pack             | Stany Zjednoczone |
| 4     | Eric Bergoust        | Stany Zjednoczone |
| 5     | Corey Hacker         | Stany Zjednoczone |
| 6     | Jerry Grossi         | Stany Zjednoczone |
| 7     | Steve Omischl        | Kanada            |
| 8     | Jeff Bean            | Kanada            |

### Kobiety

#### Jazda po muldach
- Data: 19 stycznia 2001

| Medal | Zawodnik       | Narodowość        |
| ----- | -------------- | ----------------- |
|       | Kari Traa      | Norwegia          |
|       | Maria Despas   | Australia         |
|       | Aiko Uemura    | Japonia           |
| 4     | Corinne Bodmer | Szwajcaria        |
| 5     | Sandra Laoura  | Francja           |
| 6     | Minna Karhu    | Finlandia         |
| 7     | Jennifer Heil  | Kanada            |
| 8     | Shannon Bahrke | Stany Zjednoczone |

#### Jazda po muldach podwójnych
- Data: 21 stycznia 2001

| Medal | Zawodnik       | Narodowość        |
| ----- | -------------- | ----------------- |
|       | Kari Traa      | Norwegia          |
|       | Corinne Bodmer | Szwajcaria        |
|       | Tami Bradley   | Kanada            |
| 4     | Aiko Uemura    | Japonia           |
| 5     | Sylvia Kerfoot | Kanada            |
| 6     | Ann Battelle   | Stany Zjednoczone |
| 7     | Tae Satoya     | Japonia           |
| 8     | Jillian Vogtli | Stany Zjednoczone |

#### Skoki akrobatyczne
- Data: 20 stycznia 2001

| Medal | Zawodnik            | Narodowość        |
| ----- | ------------------- | ----------------- |
|       | Veronika Bauer      | Kanada            |
|       | Michèle Rohrbach    | Szwajcaria        |
|       | Deidra Dionne       | Kanada            |
| 4     | Evelyne Leu         | Szwajcaria        |
| 5     | Kelly Hilliman      | Stany Zjednoczone |
| 6     | Jacqui Cooper       | Australia         |
| 7     | Xu Nannan           | Chiny             |
| 8     | Liselotte Johansson | Szwecja           |

## Klasyfikacja medalowa
| Miejsce | Państwo           |   |   |   | Razem |
| ------- | ----------------- | - | - | - | ----- |
| 1.      | Norwegia          | 2 | 0 | 0 | 2     |
| 2.      | Francja           | 1 | 1 | 1 | 3     |
| 3.      | Białoruś          | 1 | 1 | 0 | 2     |
| 4.      | Kanada            | 1 | 0 | 3 | 4     |
| 5.      | Finlandia         | 1 | 0 | 0 | 1     |
| 6.      | Szwajcaria        | 0 | 2 | 0 | 2     |
| 7.      | Australia         | 0 | 1 | 0 | 1     |
|         | Szwecja           | 0 | 1 | 0 | 1     |
| 9.      | Japonia           | 0 | 0 | 1 | 1     |
|         | Stany Zjednoczone | 0 | 0 | 1 | 1     |